# Wittington (opera)

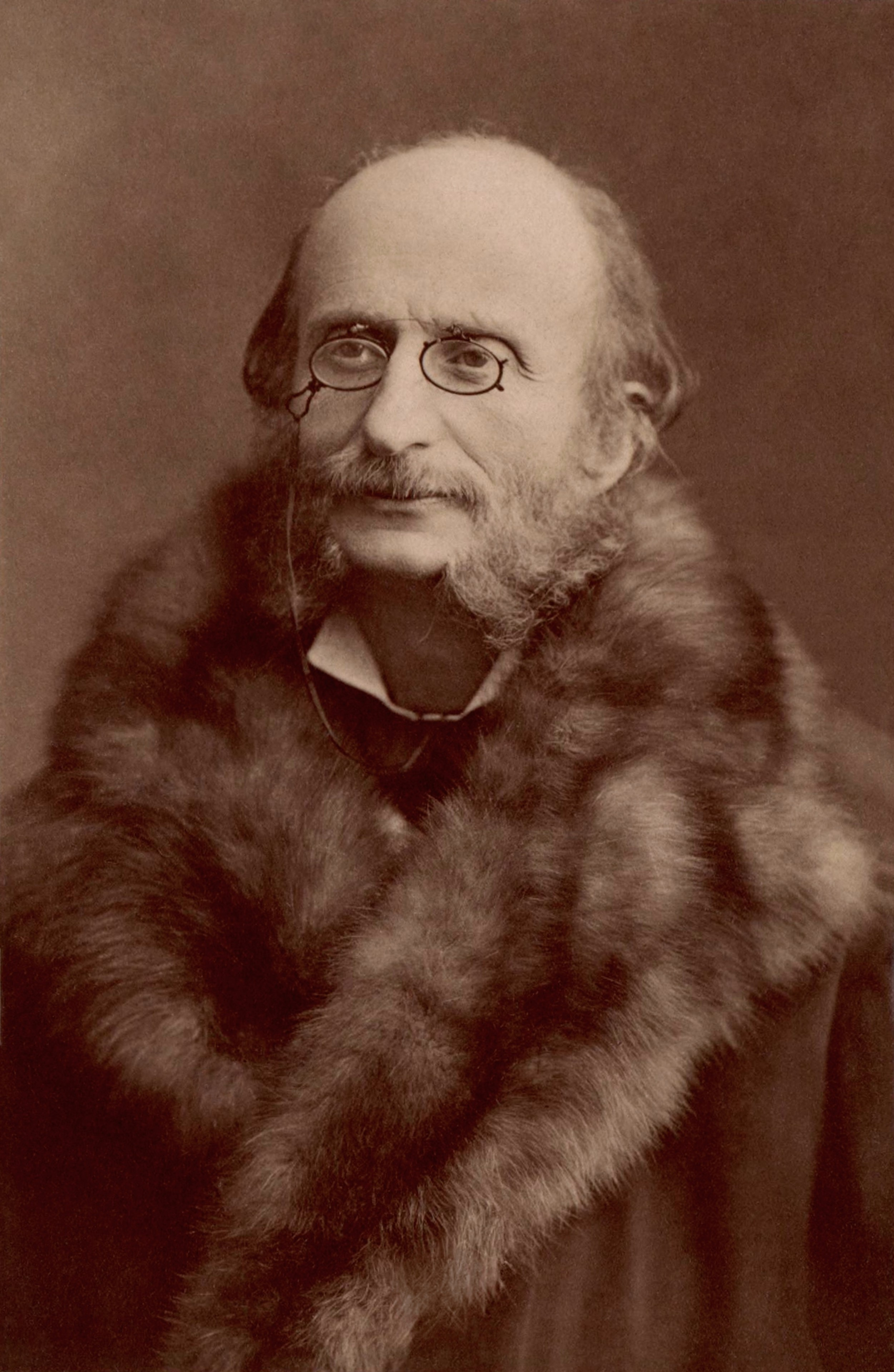
Jacques Offenbach

Whittington är en opéra bouffe-féerie (i premiärprogrammet beskrivet som 'A New Grand Opera Bouffe Feerie') i fyra akter med musik av Jacques Offenbach och libretto av Charles-Louis-Étienne Nuitter och Étienne Tréfeu efter legenden om Dick Whittington och hans katt. Operetten hade premiär den 26 december 1874 på Alhambra Theatre i London. Whittington är det enda av Offenbachs större verk som hade premiär i London och tillkom mellan La Haine och hans tredje version av Geneviève de Brabant.

## Bakgrund
Verket var en beställning av förlaget Wood & Co i London. Librettot var skrivet av Charles-Louis-Étienne Nuitter och Étienne Tréfeu (vilka tidigare hade samarbetat med Offenbach i verken Il signor Fagotto, Le Fifre enchanté, Coscoletto, La Princesse de Trébizonde och Boule de neige) och översattes till engelska av Henry Brougham Farnie.
Offenbach lade till tre större dansinslag med tanke på Alhambras rykte som balettinstitution: för sjömän i akt I, en 'Grand Barbaric Ballet' i akt II och en balett för bönder och bågskyttar i akt IV. Den franska pressen var särskilt imponerad av vissa musikinslag, såsom kvartetten "Tout bon citoyen d'Angleterre", kattens sång, duetten "Mais qu'est ce donc qu'une chatte ?" och kvartetten i akt I. Yon citerar balladen "Wind that blows across the sea", Hirvoias dryckessång, polissergeantens komiska sång och första aktens final med 'romance du miaou' och en valssång.
I Offenbachs La Chatte métamorphosée en femme  hade också en katt en framträdande roll.

## Historia
Med anledning av det nya verket satte Alhambra upp Offenbachs Le Roi Carotte på nytt; vid premiären föregicks Whittington av Daniel Aubers opera Dieu et La Bayadère och en enaktsfars. Whittington spelades 120 gånger på Alhambra.
Recensenten i The Illustrated Sporting and Dramatic News kritiserade både text och musik, och beskyllde Offenbach för att mixtrat med den välkända historien och överfört handlingen till ett skepp för att därmed kunna lida skeppsbrott. Mer positiva recensioner återfanns bland annat i tidskriften The Athenaeum.
Allt sedan 1885 hade chefen för Théâtre du Châtelet önskat sätta upp Whittington i Paris. Först den 19 oktober 1893 sågs verket på teatern som Le Chat du diable. Till den uppsättningen hade Nuitter och Tréfeu bearbetat originallibrettot och satt några partier från baletten Le Papillon. Den spelades 77 gånger det året (med ytterligare 11 föreställningar 1894)  men föll sedan i glömska.

## Personer
| Roller                                  | Röststämma                | Premiärbesättning, 26 december 1874 (Dirigent: ) | Reviderad Parispremiär, 19 oktober 1893 (Dirigent: Alexandre Artus) |
| --------------------------------------- | ------------------------- | ------------------------------------------------ | ------------------------------------------------------------------- |
| Dick Whittington                        | sopran (tenor på franska) | Kate Santley                                     | Alexandre                                                           |
| Fitzwarren, ålderman och klädeshandlare | baryton                   | Charles Heywood                                  | Scipion                                                             |
| Alice, dotter till Fitzwarren           | sopran                    | Julia Matthews                                   | Mlle Marette                                                        |
| Thomas, Dicks kaatt                     | stum roll                 | Abrahams                                         | F Prévost                                                           |
| Dorothy, Fitzwarrens kock               | sopran                    | Lennox Grey                                      | Blanche Miroir                                                      |
| Polissergeant                           |                           | Harry Paulton                                    |                                                                     |
| Kapten Bobstay                          |                           | J Rouse                                          | Thiry                                                               |
| Prinsessan Hirvaia                      | mezzosopran               | Grace Armytage                                   | Juliette Darcourt                                                   |
| Moonshi                                 |                           | W Worboys                                        |                                                                     |
| Kung Edward III                         |                           | Hutton                                           |                                                                     |
| Kung Lallali                            |                           |                                                  | Gardel                                                              |
| Zazi                                    |                           |                                                  | Mlle Dumont                                                         |
| Kör, dansare                            |                           |                                                  |                                                                     |

## Handling
Dick Whittington är lärling till Fitzwarren, vars dotter han är förälskad i. Efter ett uppträde med sin lärare flyr Whittington med sin katt Thomas. Alice och kocken Dorothy spårar honom till Highgate där han sover på gatan med katten som kudde. Dick flyr på nytt över takåsarna åtföljd av en märklig polispatrull. Han mönstrar på skeppet Z. 10 som ägs av Fitzwarren och leds av kapten Bobstay. I andra akten har skeppet kommit till den exotiska ön Bambouli med tempel och heliga trädgårdar, där Whittington och de andra åser en stor kunglig procession. Dick blir anställd vid hovet och avancerar tack vare prinsessan Hirvaia, men förblir Alice trogen. Whittington blir rik genom att få bort öns alla råttor med kattens hjälp. Tredje akten utspelas i London där katten leder Dick till Alices hus. Nu när Dick är en rik man kan han gifta sig med Alice. Kung Edward III tar emot honom i Westminster Hall och utser honom till överborgmästare i London och operetten slutar med en stor procession.